# Aldo Benítez
Aldo Yanin Benítez Montes (30 de enero de 1996; Toluca, México) es un futbolista mexicano que juega como lateral derecho y actualmente milita en la Agrupación Deportiva Unión Adarve de la Tercera División de España.
- Datos: Q21005036